# Hugo IX. von Lusignan
Hugo IX. von Lusignan (* 1163 oder 1168; † 5. November 1219 in Damiette), genannt „der Braune“ (le Brun), war Herr von Lusignan, Graf von La Marche und Kreuzritter.

## Familie
Er ist der Sohn des Hugo von Lusignan († 1169) und der Orengarde und väterlicherseits Enkel des Hugo VIII. von Lusignan. Sein Vater starb, bevor ihn die Nachricht vom Tod seines Großvaters erreichte, so wurde er dessen amtlicher Nachfolger als Herr von Lusignan. Um 1195 wurde er auch Herr von Couhé und Château-Larcher.
Er ist der ältere Brüder von Raoul de Lusignan, Herr von Issoudun und später Graf von Eu.
In erster Ehe war er mit Agathe von Preuilly verheiratet, der Tochter des Peter II. von Preuilly und der Eleonore von Mauléon. In zweiter Ehe heiratete er 1200/1201 Mathilde (* 1181; † 1233), die Tochter des Grafen Vulgrin III. Taillefer von Angoulême. Mit seiner ersten Frau hatte er zwei Kinder:
- Hugo X. von Lusignan, Herr von Lusignan, Graf von La Marche, Graf von Angoulême
- Agathe von Angoulême-Lusignan ⚭ 1220 Gottfried V., Herr von Pons

## Leben
Hugo wurde um das Jahr 1180 mündig und konnte so die Führung des Hauses Lusignan übernehmen. Er gehörte dem Gefolge des Richard Löwenherz auf dem dritten Kreuzzug an, der als Herzog von Aquitanien sein Lehnsherr war. Auf dem Kreuzzug dürfte er seinem Onkel Gottfried von Lusignan und dem Rest der im heiligen Land weilenden Sippe begegnet sein, darunter auch dem anderen Onkel Guido von Lusignan, dem ehemaligen König von Jerusalem. Im Jahr 1193 kehrte Hugo mit Gottfried in die aquitanische Heimat zurück, um im Jahr darauf mit der Herzogin Eleonore von Aquitanien nach Deutschland zu reisen, um den dort gefangen gehaltenen Richard Löwenherz freizukaufen.
Nachdem Löwenherz noch im Jahr 1194 in seine französischen Domänen zurückgekehrt war, erhofften sich die Lusignan von ihm die Beilegung eines alten Erbstreits, der den Besitz der Grafschaft La Marche betraf. Die Lusignan hatten ein Erbrecht auf diese, aber im Jahr 1177 hatte der Graf Aldebert IV. sie an König Heinrich II. verkauft, den Vater von Löwenherz. Der gedachte nun tatsächlich die alte Fehde beizulegen, nicht aber indem er die Marche aushändigte, sondern indem er Hugos jüngeren Bruder Raoul mit reichlich Besitzungen ausstattete. Die Lusignans mussten sich damit einstweilen zufriedengeben, bis Löwenherz im April 1199 starb. Hugo nutzte die Gunst der Stunde, indem er die bereits betagte Herzogin Eleonore gefangen setzte, in deren Gefolge er sich befunden hatte. Deren jüngerer Sohn und Erbe Johann Ohneland war nun zur Belehnung der Lusignan mit der Marche bereit und nahm am 28. Januar 1200 in Caen Hugos Lehnseid für die Marche an.
Damit schien ein Generationenkonflikt endgültig beendet zu sein, bis Johann Ohneland im August 1200 Isabella von Angoulême entführte und heiratete. Diese reiche Erbin war allerdings schon mit Hugo verlobt gewesen, weshalb die gerade erst scheinbar beigelegte Fehde der Lusignan gegen die Plantagenets wieder aufbrach. Die Lusignan klagten den Räuber darauf bei König Philipp II. von Frankreich an, der 1204 ein Versäumnisurteil gegen Johann sprach. An der anschließenden Bekämpfung Johanns nahmen Hugo und sein Onkel Gottfried im Gefolge des Prinzen Arthur von Bretagne teil. Bei der Belagerung von Mirebeau 1202 gerieten sie aber ebenso wie Arthur in die Gefangenschaft Johanns. Allerdings wurde sie bald wieder freigelassen – vermutlich, weil Johann einen friedlichen Ausgleich mit den Lusignans suchte. Hugo blieb aber ein Feind Johanns bis zu dessen Tod 1216.
Um 1217 schloss sich Hugo mit seinem Sohn dem Kreuzzug von Damiette (fünfter Kreuzzug) an. Nachdem er mit den Kreuzfahrern die Stadt Damiette in Ägypten zwanzig Monate lang belagert hatte, starb er beim siegreichen Sturmangriff auf Damiette am 5. November 1219.